# Albert Mouton
Albert Mouton (* im 19. oder 20. Jahrhundert; † im 20. Jahrhundert) war von 1924  bis 1925 dritter Kaptein der Rehoboth Baster in Südwestafrika.
Mouton wurde am 26. April 1924 als Kaptein eingesetzt. Durch die friedliche Invasion des Rehoboth Gebiets und der Stadt Rehoboth durch Truppen der Südafrikanischen Union wurde Mouton am 5. April 1925 entmachtet. Als Folge der sogenannten Baster-Rebellion wurde das Amt des Kaptein abgeschafft und die Sonderrechte und faktische Unabhängigkeit des Gebietes widerrufen.
Erst 1977 wurde Ben Africa als vierter Kaptein der Baster ausgerufen.